# 海格特 (北倫敦)
海格特（直译：高门）是英國北倫敦郊外的一個地區，位於查令十字西北4.5英里（7.2）處。高門是倫敦郊外住宅價格最昂貴的地區之一。在維多利亞時代時，高門仍是倫敦郊外的農村。